# 海盜灣

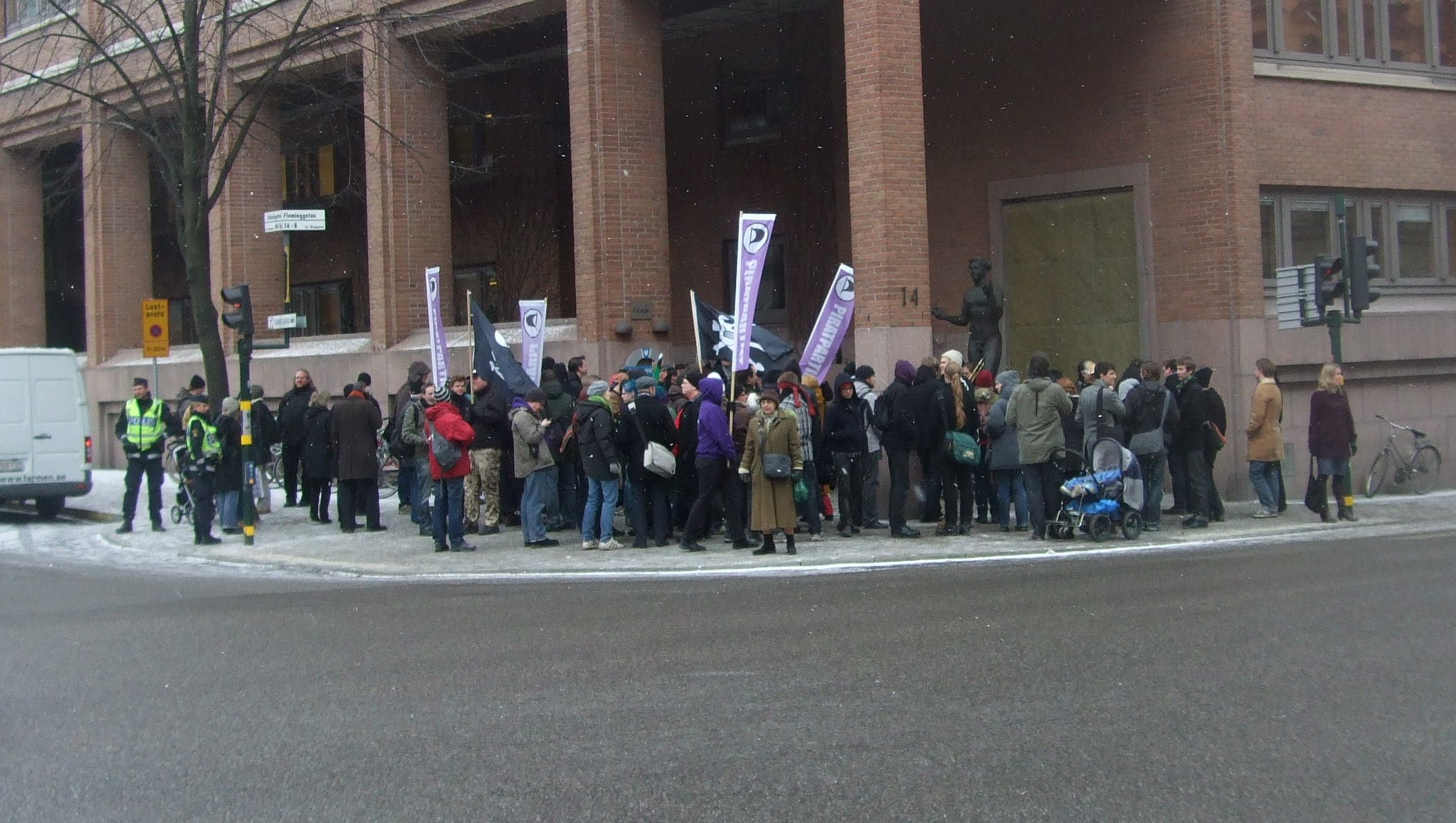
2009年2月16日，海盗湾审判的第一天，抗议者在法院门口表示支持海盗湾

海盜灣（英語：The Pirate Bay）是一個專門儲存、分類及搜尋Bittorrent种子文件及磁力連結的網站，由瑞典的民間反版權組織海盜署於2003年成立，支持35种语言。
2009年4月，该网站的创始人（彼得·桑迪，弗雷德里克·内杰和哥特弗里德·斯瓦托姆）因涉嫌侵犯版权，在瑞典的海盗湾审判中被罚款并判处一年有期徒刑。某些国家和地区的互联网服务供应商已限制了对该网站的访问。随后，不断有提供访问服务的代理网站出现。创始人在服刑期缩短后于2015年获释。
海盗湾引发了关于文件共享、版权和公民自由等法律的争议和讨论，同时海盗湾逐渐成为了成为反对既定知识产权法律和反版权运动核心人物的政治举措的平台。该网站面临多次关闭和域名缉获，转而使用一系列新网址继续运营。
海盗湾团队已经宣布需要进一步的权力下放，并将与Globaldce一起启动测试，以提高协作和抵抗审查的能力。

## 运行历程
海盜灣由瑞典的民間反版權組織海盜署於2003年成立，最初僅為瑞典語站點。後來發展成爲獨立的組織，2007年开始由哥特弗里德·斯瓦托姆、弗雷德里克·内杰與彼得·桑迪等人所營運。
2008年1月，其同时在线人数突破1千万，网站上分享的种子数量超过100万，成为世界最大的BT网站。
2009年4月17日，彼得·桑德，弗雷德里克·内杰，哥特弗里德·斯瓦托姆和卡尔·隆斯特罗姆因侵犯著作权被罚款3000万瑞典克朗（约4.2百万美元），并被判一年有期徒刑。被告对判决提出上诉，并指控法官屈服于政治压力。2010年11月26日，瑞典上诉法院维持了判决，减少了原判，但罚款增加到4600万瑞典克朗。2010年5月17日，由于法院对其带宽提供商的禁令，网站开始无法访问。
2011年5月起，Serious Tubes Networks开始为海盗湾提供网络连接。2012年2月29日起，海盗湾不再提供BT种子下载，全面转向磁力链接。
2014年12月9日，海盗湾遭到瑞典警察的突袭，他们没收了服务器、计算机和其他设备。除了海盗湾的论坛Suprbay.org之外，其他几个与种子有关的网站，包括EZTV，Zoink，Torrage和Istole追踪器也被关闭。在接下来的几天里，海盗湾的几个副本上线了，其中最著名的是由isoHunt创建的oldpiratebay.org。
2015年5月19日，瑞典法院裁决扣押海盗湾的.se域名，海盗湾网站随后立刻新增了六个域名，同时于2015年5月26日提出上诉。2016年5月12日，上诉被驳回，法院裁定将这些域名移交给瑞典政府。该网站于2016年5月恢复使用其原始的.org域名。2016年8月，美国政府关闭了KickassTorrents，使得海盗湾再次成为访问量最大的BitTorrent网站。

## 网站

### 内容
海盗湾现今仅允许用户搜索磁力链接。这些链接可以通过對等網路下载和共享资源。最初，海盗湾还允许用户下载种子文件，这些小文件包含用户从其他用户下载数据文件所必需的元数据。种子文件被分为几类：音频、视频、应用程序、游戏、色情和其他。可以免费注册账户，注册时需要电子邮件地址，注册用户可以上传他们自己的种子和并对他人上传的种子评论。TorrentFreak于2013年对海盗湾新上传的文件进行的一项研究显示，其中电视剧和电影占44％，色情片排在第二位，占35％，音频占上传量的9％。
在该网站上，用户能够轻松搜索音频、视频和游戏等类别，以及音频书籍、高分辨率电影和漫画等子类别的资源。自2012年1月起，它还为3D打印对象提供了“Physibles”类别。这些类别的内容可以按文件名、做种人数、下载人数或发布日期等进行排序。

### 技术细节
最初，海盗湾运行在四台Linux服务器的Hypercube开源Web服务器上。2005年6月1日，海盗湾更新了其网站，以减少带宽使用量（据连线网报道，海盗湾的四个网络服务器中，每一个每一毫秒都会收到2个以上的HTTP请求）；同时优化网站前端，创建更加用户友好的用户界面。该网站现在前端运行于Lighttpd和PHP上，数据库后端采用MySQL，两个站内搜索使用Sphinx，使用Memcached缓存SQL查询和PHP会话，在Lighttpd运行Varnish cache以缓存静态内容。截至2008年9月，Pirate Bay已拥有31个专用服务器，包括9个动态Web前端，一个数据库，两个搜索引擎和八个Tracker服务器。
2007年12月7日，海盗湾完成了BitTorrent的tracker从Hypercube到Opentracker的迁移，也支持了之前无法在Hypercube中使用的基于UDP的Tracker协议。
2008年6月，海盗湾宣布他们的服务器将支持SSL加密，以回应瑞典新的窃听法。2009年1月19日，海盗湾使用仅支持IPv6的Opentracker版本为其tracker启用了IPv6支持。2009年11月17日，海盗湾永久关闭其Tracker服务器，声明不再需要中心化的Tracker，因为可以通过分散式雜湊表（DHT）、对等交换（PeX）和磁力链接等分散的方式找到并建立P2P连接。
2012年2月29日起，海盗湾不再提供种子文件下载，而只提供磁力链接。不到10人共享的Torrent文件将会被保留，以确保与可能不支持磁力链接的旧软件兼容。网站上的公告补充说：“不再使用种子可以降低我们的成本，也会让我们的共同敌人更难阻止我们。”

### 广告
自2006年以来，海盗湾就开始通过站内搜索结果页面上展示的广告获得资金。根据瑞典第三大的报纸
Svenska Dagbladet的估计，这些广告每月能产生约600,000瑞典克朗（84,000美元）的收入。在2006年的一项调查中，警方得出结论，海盗湾每年能从广告中获得1.2百万瑞典克朗（169,000美元）的收入。检方在2009年的审判中通过电子邮件和截图估计，海盗湾每年的广告收入超过1000万瑞典克朗（140万美元），但起诉书使用了先前警方调查的估计数。
2008年，IFPI声称海盗湾更多地是在赚取利润而不是支持人们的权利。海盗湾声称这些指控并不属实，该网站的发言人彼得·桑迪声称，海盗湾网站的高带宽、电力和硬件成本减少了其盈利的潜力，甚至可能会亏本运营。在2009年的审判中，辩方估计该网站的年度支出为800,000瑞典克朗（110,000美元）。

## 资金

### 早期融资
2007年4月，瑞典脱口秀Bert证实了海盗湾获得了右翼企业家Carl Lundström的资金支持。海盗湾的发言人Tobias Andersson承认，“如果没有Lundström的支持，海盗湾将无法运作”，并表示大部分资金都用于购买服务器和带宽。

### 捐赠
从2004年到2006年，海盗湾开放捐赠页面以接受捐赠，其中列出了多种付款方式，并为捐赠者提供一定时间的福利，例如没有广告和Tracker会员。之后，捐赠页面被改为“您可捐赠给您当地的专业盗版组织”，后来被改为重定向到网站的主页面。2006年，瑞典政治真人秀节目顶级候选人（Toppkandidaterna）的候选人Petter Nilsson向海盗湾捐赠了35,000瑞典克朗（4,925.83美元），用于购买新服务器。
2007年，海盗湾设立了一个旨在购买西兰公国的基金（这是一个未被国际承认的私人国家），并声称未来这个国家可以接入高速互联网而且没有版权法。在2009年，当时被法院定罪的海盗湾创始人要求用户停止为其罚款捐款，因为他们拒绝支付法院的罚金。2013年，海盗湾在网站首页上发布了比特币以及莱特币地址来接受捐款。

## 事件

### 遭受黑客攻击
2007年5月，海盗湾遭到了黑客的攻击。他们复制了包括约一百五十万用户信息的数据库。海盗湾向其用户声称这些数据没有任何价值，因为其中的密码和电子邮件都经过加密和散列。一些博客表示，一个名为AUH（Arga Unga Hackare，意为“愤怒的年轻黑客”）的团体可能是这次攻击的发起人，但AUH在瑞典报纸《计算机世界》上表示他们并没有参与其中，不对这次攻击负责。
2009年4月27日，海盗湾网站IPv4的访问开始出现异常。人们普遍猜测这是瑞典反盗版组织实行的强制停运。当时仍可通过IPv6访问网站及论坛。

### 网站更名
2008年，国际奥委会向瑞典司法部长写信要求瑞典政府提供帮助，阻止海盗湾分发北京奥运会视频片段。瑞典政府回应其已对海盗湾提起了侵权诉讼，但开庭时间未定。然而，海盗湾除了暂时将网站重命名为北京湾外，并没有采取任何措施。2009年伊朗推特革命（也称伊朗绿色革命）时，海盗湾将其主页改名为“波斯湾”，海盗船变为绿色，以此声援伊朗民众。
此外，海盗湾还曾改名为九头蛇湾、海盗船湾、自由湾、凤凰湾、磁铁湾、侠盗猎车湾等名称，并在其站内的涂鸦板块上发布了对应的一系列Logo。

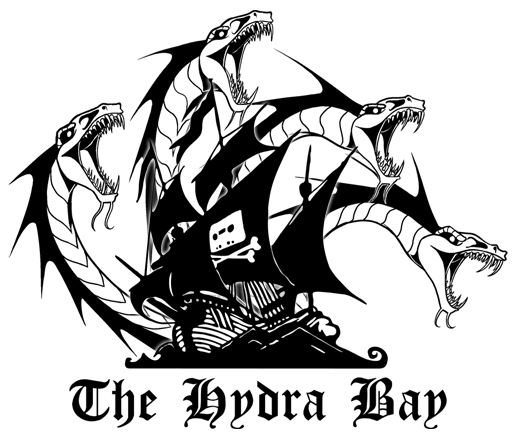
九头蛇湾
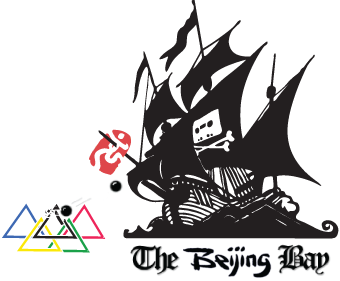
北京湾
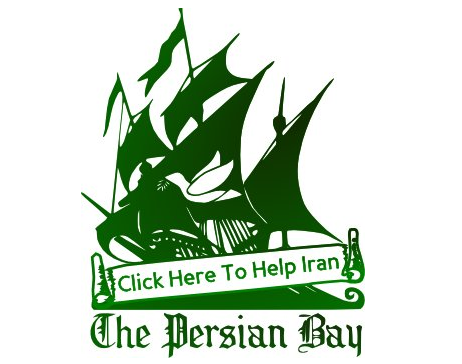
波斯湾
海盗船湾

### 计划将服务器建在空中
2010年10月，海盗湾宣布，计划用卫星将网站服务器发射到地球轨道上。2012年3月18日，海盗湾官方博客发表声明，声称正在试验一个“低空轨道服务器站（LOSS）”计划。微型计算机、远程无线电发射设备等服务器设备将放置在由GPS控制的无人飞机上，发射至离地几公里的空中；终有一天，还将把服务器建在太空中，以逃避政府的监管。

### 受邀请在朝鲜建立服务器
2013年3月5日，海盗湾声称收到朝鲜领导人的邀请，在朝鲜设立服务器，以此逃避版权所带来的法律问题，并将使用带有朝鲜国旗的标志作为网站的新logo；但事后海盗湾声明，此前所谓的“收到朝鲜领导人邀请在朝鲜设立服务器”以及“获得朝鲜庇护”都只是恶作剧。

### 网站内置挖矿脚本
2017年9月15日，有海盗湾用户在Reddit上发帖表示：造訪海盗湾时CPU利用率异常（高达80-85%）。紧接着另外一位用户在海盗湾论坛中发帖称，在查看海盗湾网站HTML代码时发现了JavaScript挖矿机脚本——Coin Hive。海盗湾官方出面澄清这只是在进行网页挖矿的测试，由于技术原因使得用户CPU使用率大大高出原来设定的20-30%。后来海盗湾官方承认他们有意借此来取代广告投放用以增加部分营收。

### 2018年大面积访问异常
从2018年10月开始，海盗湾的明網网站在世界大部分地区都无法访问，显示错误522。当月网站的访问量下降了32％以上。调查发现该事件与ISP封锁或域名问题无关，但确切原因尚未确定。使用Tor和代理连接该网站仍然不受影响。

## 审查和争议

### 各国的网络审查

#### 欧洲各国
2009年4月17日，瑞典斯德哥爾摩的法院以侵犯版權罪判處海盜灣四名創始人各一年的監禁，並處以約3000萬瑞典克朗的罰金。2014年12月10日，海盜灣網站的伺服器遭到了瑞典警方的查封，並關閉網站。2015年2月1日重新上線。2015年5月，瑞典法院作出判决：要求海盗湾交出piratebay.se域名。2017年2月初，瑞典法院做出裁定，命令当地互联网提供商在接下来的三年时间屏蔽海盗湾。2017年6月下旬，欧盟法院做出裁定：互联网提供商有义务根据版权所有者的要求限制用户访问海盗湾。2017年9月，荷兰最高法院裁定：当地互联网服务提供商Ziggo和XS4ALL在10天内全面屏蔽海盗湾网站。

#### 美国
2007年，美国政府向瑞典政府威胁称，如果瑞典无法解决“海盗湾”问题，会将瑞典列入WTO黑名单。

#### 英国
2009年4月，在海盗湾被瑞典查封后，作为自我监管的一部分，英国电信运营商开始屏蔽海盗湾。2012年2月20日，伦敦英格蘭及威爾斯高等法院裁定海盗湾侵犯版权。2012年4月30日，阿诺德法官下令Sky，Everything Everywhere，TalkTalk，O2和維珍媒體运营商阻止用户造訪该网站。海盗湾的一位消息人士声称，在禁令发布后的第二天，海盗湾迎来了有史以来最多的1200万访客，并评论说“我们应该向英国唱片业协会写一封感谢信”。当年隆德大学的一项研究表明，自2009年以来，15至25岁的青少年人群中，使用VPN的人数比例增加了40％。2012年12月，在英国唱片业协会采取法律行动威胁后，海盗湾的“英国盗版派对”代理网站被关闭。
尽管海盗湾的官方网站在一些国家已被封锁，但仍不断有一些镜像网站、代理服务，以及Google Play等平台上的一系列App出现。2013年8月10日，海盗湾发布海盗浏览器，这是一款用于规避互联网审查的免费网页浏览器。

### 各公司的态度

#### Facebook
海盗湾于2009年3月推出一项功能，可以轻松地在Facebook分享种子链接。5月，连线网发现Facebook已经开始阻止分享种子链接。经过进一步检查，他们发现所有包含海盗湾链接的公共和私人消息，无论内容如何，都被阻止。电子前哨基金会律师评论说，Facebook拦截用户信息可能违反了美国电子通信隐私法，但Facebook首席隐私官克里斯·凯利表示，他们有权来阻止这些显然无视知识产权的链接，这违反了他们的用户服务条款协议。分享到其他类似社交网站的链接尚未被阻止。

#### 微软
2012年3月开始，当Windows Live Messenger用户发送包含指向海盗湾链接的即时消息时，Windows Live Messenger会提示警告并声明“因为报告不安全而被阻止”。微软在电子邮件声明中告诉The Register“我们会基于智能算法、第三方来源或用户投诉来阻止包含恶意或垃圾链接地址的即时消息。海盗湾网址同时满足以上多点，因此发出带有这些的消息会被阻止。”

#### Google
2011年5月，谷歌董事长埃里克·施密特说：“各国政府计划阻止访问非法文件共享网站，这可能会为言论自由设置一个‘灾难性的先例’。”他还表示谷歌将“会与限制访问海盗湾等网站的企图抗争”。
2012年5月，Google发布的“透明度报告”显示，其一共收到了超过6,000份从谷歌搜索中删除海盗湾链接的正式请求；这些请求涵盖超过80,500个URL，其中收到来自Froytal Services LLC、Bang Bros、Takedown Piracy LLC、业余青少年王国和国际唱片业联合会（IFPI）这五个版权所有者的请求最多。
2014年12月8日，Google从Google Play中移除了大部分标题中包含“海盗湾”的应用。

## 外部連結
- 官方网站
- 官方论坛
- 海盗湾大事记（中文）
- 海盗湾的更名历史 （页面存档备份，存于）
- 海盗湾涂鸦 （页面存档备份，存于）